# Yours Truly (Sick of It All)
Yours Truly is het zesde studioalbum van de Amerikaanse punkband Sick of It All. Het album werd uitgegeven op lp en cd op 21 november 2000 via het platenlabel Fat Wreck Chords en is het tweede studioalbum dat de band via dit label heeft laten uitgeven. Tracks 1, 2 en 6-7 zijn live te horen op het livealbum Live in a Dive uit 2002.

## Nummers
1. "Blown Away" - 2:32
2. "Nails" - 1:47
3. "The Bland Within" - 2:10
4. "Hello Pricks" - 2:53
5. "District" - 3:26
6. "Disco Sucks Fuck Everything" - 2:12
7. "America" - 2:15
8. "Hands Tied Eyes Closed" - 2:17
9. "Turn My Back" - 2:07
10. "Broke Dick" - 0:48
11. "Souvenir" - 3:31
12. "Cruelty" - 2:29
13. "This Day and Age" - 1:30
14. "Ruin" - 2:54
15. "Cry for Help" - 1:43
16. "No Apologies" - 3:47

## Band
- Lou Koller - vocals
- Pete Koller - guitar
- Craig Setari - bass guitar
- Armand Majidi - drums